# Щетинистые кукушки
Щетинистые кукушки (лат. Cacomantis) — род птиц в семействе кукушковых (Cuculidae). Название рода происходит от др.-греч. κακος , означающего нечто злое или предвещающее горе и др.-греч. μαντις, обозначающее пророк, предвестник. Это название связано со способностью этих кукушек, якобы, предсказывать несчастье и плохую погоду. Большая часть представителей этого рода имеет круглые ноздри и окрашены, в основном, в коричневые и серые цвета. Хвосты у них ступенчатые и испещрённые полосами. Для Cacomantis sonneratii характерны поперечные полосы на хвосте, у других видов полосы косые.
Он содержит следующие виды:
- Cacomantis castaneiventris — Рыжебрюхая щетинистая кукушка
- Cacomantis flabelliformis — Веерохвостая щетинистая кукушка
- Cacomantis sonneratii — Шетинистая кукушка Зоннерата
- Cacomantis merulinus — Плачущая кукушка, или серогрудая щетинистая кукушка
- Cacomantis passerinus — Сероклювая щетинистая кукушка[4]
- Cacomantis sepulcralis — Ржавобрюхая щетинистая кукушка[5]
- Cacomantis virescens
- Cacomantis variolosus — Щетинистая кукушка
- Cacomantis blandus
- Cacomantis addendus
- Cacomantis aeruginosus — Молуккская щетинистая кукушка